# Pierre Francastel
 (décembre 2014).
Pierre Francastel est un historien et critique d'art français né le 8 juin 1900 à Paris 7e et mort le 2 janvier 1970 à Paris 14e. Il est une figure majeure de l'histoire de l'art au XXe siècle, considéré comme un des fondateurs de la sociologie de l'art.

## Biographie
Pierre Francastel, de son nom complet Pierre Albert Émile Ghislain Francastel, fils unique d’Albert Francastel, publiciste, et d’Isabelle Terlinden, est issu d'une famille d'artistes et de journalistes et, par sa mère d'une famille de la noblesse belge. Il passe la majeure partie de son enfance à Versailles. Atteint de poliomyélite durant son adolescence, il en subit les séquelles jusqu'à la fin de sa vie. En parallèle à ses études littéraires classiques à la Sorbonne, il est attaché au service d'architecture du Château de Versailles en 1925. Il soutient sa thèse de doctorat en 1930 sur la sculpture du domaine royal de Versailles. Il est aussi chroniqueur dans plusieurs revues dont le Journal des débats. Nommé à l’Institut français de Varsovie il assure les enseignements d'histoire de l'art et côtoie à l'université de Varsovie les historiens de l’art des pays de l’Est et leurs théories matérialistes. Il rencontre aussi sa femme Halina Jakubson (1911-1992), étudiante à l'Institut français devenue Galienne Francastel.
De retour en France, il est nommé en 1936 maître de conférence à l'Université de Strasbourg. Réfugié dans le maquis en 1943, il participe activement à la Résistance. Il est nommé conseiller culturel à l'ambassade de France en Pologne en 1945 où il organise plusieurs expositions. En 1948, Lucien Febvre lui confie un poste de directeur d'étude en sociologie des arts plastiques à la VIe section de l’École pratique des hautes études qu'il vient de fonder (devenue depuis École des hautes études en sciences sociales, EHESS).

## Théories
Il désigne sa théorie sous le terme « sociologie historique comparative » : pour lui, l'art n'est pas seulement un pur plaisir esthétique mais une production sociale en relation étroite avec son environnement politique, religieux et scientifique. L'histoire de l'art ne se limite plus seulement à l'analyse des œuvres et à leur attribution, elle est surtout la confrontation de l'œuvre à son époque et à son contexte de création. Il est probablement le premier à introduire ces paradigmes en France, c'est la raison pour laquelle il devient proche des historiens de l'école des Annales. Il applique ses méthodes aussi bien à la Renaissance italienne, qu'à l'art français du XIXe siècle ou encore à l'Art moderne. Il développe ses théories dans ses principaux ouvrages que sont Art et Sociologie (1948) et Peinture et Société (1951).

## Principaux ouvrages
- 1928 : Girardon, Paris, les Beaux-Arts, 168 p. Prix Charles-Blanc de l’Académie française en 1929 ;
- 1937 : L’Impressionnisme : les origines de la peinture moderne de Monet à Gauguin, Paris, éd. Les Belles lettres, 263 p., rééd. Denoël, 1974 ;
- 1942 : L'Humanisme roman : critique des théories sur l'art du XIe siècle en France, Rodez, éd. P. Carrère ;
- 1951 : Peinture et société : naissance et destruction d’un espace plastique de la Renaissance au cubisme, Paris, Lyon, Audin, 302 p., ill. ; rééd. Denoël-Gonthier, 1984, 362 p. ;
- 1955 : Histoire de la peinture française : la peinture de chevalet du XIVe au XXe siècle, Paris, Bruxelles, Amsterdam, Elsevier, 2 vol., ill. ; Tome 1 : Du Moyen Âge à la fin du XVIIIe siècle, XX-197 p. ; Tome 2 : Du classicisme au cubisme, XX-215 p., rééd. Paris, Gonthier, 1990, 475 p.
- 1956 : Art et technique aux XIXe et XXe siècles, Paris, éd. de Minuit, 308 p., ill. (Coll. L’Homme et la machine, 7) ; rééd. Paris, Gallimard, 1968 (Tel) ;
- 1959 : Les architectes célèbres (dir.), Paris, Lucien Mazenod, 2 volumes ;
- 1965 : La Réalité figurative : éléments structurels de sociologie de l’art, Paris, éd. Gonthier, 416 p., ill. ; rééd. Paris, Denoël-Gonthier, 1978 ;
- 1967 : La Figure et le lieu : l’ordre visuel du Quattrocento, Paris, éd. Gallimard, 362 p., ill. (Bibliothèque des sciences humaines) ; rééd. Paris, Denoël-Gallimard, 1980, t. 3, 285 p. ;
- 1968 : Histoire générale de la peinture : t. II : Le Moyen Âge, Paris, éd. Flammarion, 196 p. ;
- 1969 : Le Portrait : 50 siècles d’humanisme en peinture, Paris, Librairie Hachette, 207 p. (en collab. avec Galienne Francastel)
- 1970 : Études de sociologie de l’art : création picturale et société, Paris, éd. Denoël-Gonthier, 256 p. ; rééd. Paris, Gallimard, 1989, 256 p. (Tel) ;